# 아리안나 폰타나
아리안나 폰타나(이탈리아어: Arianna Fontana, 1990년 4월 14일~)는 이탈리아의 쇼트트랙 선수로, 올림픽에서 금메달 2개, 은메달 4개, 동메달 5개를 포함하여 총 메달 11개를 획득한 역대 올림픽 쇼트트랙 최다 메달리스트이다.
만 15세의 나이로 자국에서 열린 2006년 동계 올림픽에 참가한 것을 시작으로, 올림픽 쇼트트랙에는 16년 동안 통산 5회 출전했다. 2006년 동계 올림픽 계주에서 동메달, 2010년 동계 올림픽 500m에서 동메달을 획득했다. 2014년 동계 올림픽에서는 500m에서 은메달과 1500m에서 동메달, 3000m 계주에서 동메달을 획득했다. 2018년 동계 올림픽 500m에서는 자신의 첫 올림픽 금메달을 획득했다.
2022년 동계 올림픽 쇼트트랙 1500m 은메달을 획득하면서 누적 올림픽 메달 11개를 달성했다. 이후 이탈리아 빙상 경기 연맹과의 갈등으로 대회에 출전하지 않다가 2024년에 복귀했다.

## 같이 보기
- 올림픽 이탈리아 선수단